# Tajpak

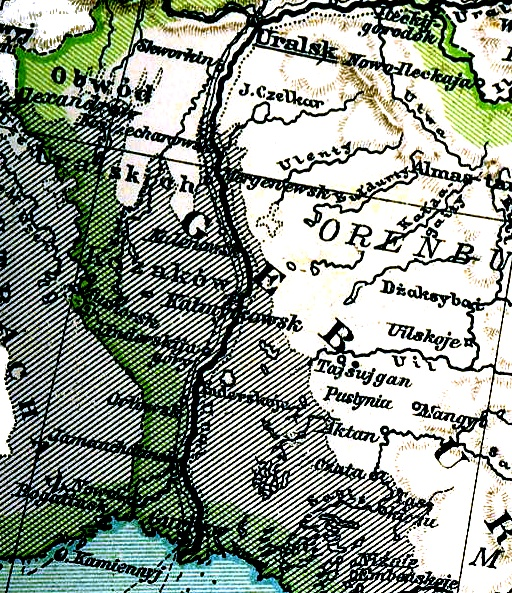
Kałmykowsk na mapie z roku 1903

Tajpak (kaz. Тайпақ - تايپاق /tɑjˈpɑq/) – wieś (dawniej miasto) w Kazachstanie (obwód zachodniokazachstański), w dolinie rzeki Ural (na wysokości jednego metra n.p.m.), na prawym jej brzegu, około 250 km na południe od miasta Uralsk. Założone pod nazwą Kałmykowsk (ros. Калмыковск, albo w archaicznej pisowni rosyjskiej sprzed 1917 – Калмыковскъ) – jako ośrodek administracyjny jednego z czterech ujezdów Obwodu Uralskiego, potem przemianowane na Kałmykowo, ros. Калмыково. W 1899 utraciło prawa miejskie, a centrum administracyjne przeniesione zostało do położonego około 130 km na północ Łbiszczeńska.
Po upadku i rozwiązaniu ZSRR miasto znalazło się w granicach Kazachstanu pod nazwą zmienioną na Tajpak. W roku 1999 w Tajpaku mieszkało 5,1 tysiąca osób.